# شعراء الخريف
شعراء الخريف هي فرقة روك فنلندية بديلة من هلسنكي. تتكون المجموعة من ماركو سارستو (المغني الرئيسي) وأولي توكينين (غيتار رئيسي) وماركوس «كابتن» كارالونين (لوحات مفاتيح، والإنتاج) وجاني سنيلمان (جيتار الباس) وجاسكا ماكينين (إيقاع الجيتار، غناء مساند) وجاري سالمينين ( قارع الطبول ).

## وصلات خارجية
- شعراء الخريف على موقع IMDb (الإنجليزية)
- شعراء الخريف على موقع ميوزك برينز (الإنجليزية)
- شعراء الخريف على موقع أول ميوزيك (الإنجليزية)
- شعراء الخريف على موقع ديسكوغز (الإنجليزية)

1. ↑  "معلومات عن شعراء الخريف على موقع songkick.com". songkick.com. مؤرشف من الأصل في 2019-12-09. {{استشهاد ويب}}: |archive-date= / |archive-url= timestamp mismatch (مساعدة)
2. ↑  "معلومات عن شعراء الخريف على موقع id.loc.gov". id.loc.gov. مؤرشف من الأصل في 2019-12-09.
3. ↑  "معلومات عن شعراء الخريف على موقع viaf.org". viaf.org. مؤرشف من الأصل في 2016-08-27.